# Dongshan (socken i Kina, Hunan, lat 28,16, long 111,89)
Dongshan (kinesiska: 东山, 东山乡) är en socken i Kina. Den ligger i provinsen Hunan, i den södra delen av landet, omkring 110 kilometer väster om provinshuvudstaden Changsha.
Genomsnittlig årsnederbörd är 1 921 millimeter. Den regnigaste månaden är maj, med i genomsnitt 342 mm nederbörd, och den torraste är december, med 51 mm nederbörd.